# 宇高有光
宇高 有光（うだか ありみつ、？－宝徳2年9月27日（1450年11月1日））は、室町時代中期の武士。宇高光勝の子、宇高光成の父。和泉国上守護代。

## 経歴
宇高氏は伊予国新居郡（愛媛県新居浜市）出身の武士。父・光勝（安芸入道通光）は、応永16年（1409年）以来、同国の守護代を務め、息子の有光も細川教春・常有の2代にわたって守護代を務めた。
ところが、宝徳2年6月27日（1450年8月4日）、有光の京都一条堀川の邸宅が主君・常有に襲撃され、行方不明となる。原因については常有との対立とも、他の重臣による讒言とも言われているが不明である。当時、細川氏は管領を務める京兆家当主を中心とした同族連合体制を採っていたことから、常有からの追討は和泉国だけではなく京都を含めた細川氏の支配圏全域において追われる身になることを意味していた。その後、有光は一族郎党20名ほどとともに大和国の古市胤仙の元に亡命する。当時の大和国では細川氏に支援を受けていた筒井氏と畠山氏に支援を受けていた古市氏が官符衆徒棟梁（守護代クラスに相当）を争い、当時は筒井順永が古市胤仙を追ってその地位を占める形となっていた。そのため、有光は類似の境遇にあった胤仙を頼り、更に細川氏と管領の地位を争っていた畠山氏の支援を受ける意図で同地に逃れたとみられている。同年8月には胤仙が筒井方に就いた者の邸宅を破却した際（追放を強制するための措置）には有光も古市軍に加わっている。
ところが、9月に入って京兆家当主で前管領の細川勝元より有光を召し抱える意向が伝えられた。宇高氏の本貫であった新居郡は細川京兆家の支配下にあったこと、細川家分家の家臣であった者が京兆家に召し抱えられた例があったこと、細川氏の同族連合体制においては京兆家の発言力が大きかったことから、京兆家の懐に飛び込んで和泉守護家からの圧力を逃れる算段があったとみられている。だが、9月27日朝になって有光と一族郎党16、7名が京都の勝元邸そばにおいて殺害されてしまい、子息（光成）のみが危うく難を逃れた（『経覚私要鈔』同日条）。詳細は不明であるが旧主・細川常有が関わった謀略であったと推定されている。この件を記した経覚（古市胤仙の保護下にあった）は勝元の上洛命令を謀略と疑い、殺害を聞くやその危惧が当たったことを記している（『経覚私要鈔』9月20・21・30日条）。
ところが、文明4年（1472年）になって成長した有光の子・光成が突如和泉守護代への復帰を果たすことになる。これは、応仁の乱のきっかけとなった畠山氏の内紛が思わぬ形で飛び火したことの影響によるものとされる。すなわち、内紛の当事者であった畠山義就が対立する畠山政長に対抗するために本拠地である河内国から隣国の和泉国に進出して宇高有光の追放後に守護代になった大庭盛景を討ち、和泉国内では細川氏に対抗する国一揆の動きが現れた。危機感を覚えた細川常有は畠山政長との連携を選択した。その際に両者の間で政長の庇護下にあった宇高光成の復帰問題が浮上し、自己の守護代を失っていた常有もこれを受け入れたとみられている。以後、宇高光成は細川・畠山両氏の両属する守護代として明応年間まで活動がみられることになる。